# Off the Edge
Pour plus de détails, voir Fiche technique et Distribution.
Off the Edge est un film néo-zélandais réalisé par Michael Firth, sorti en 1976.

## Synopsis
Ce documentaire s'intéresse aux sports d'hiver extrêmes, plus particulièrement le hors-piste, le ski de pente raide et le deltaplane. Il a été tourné dans les Alpes du Sud en Nouvelle-Zélande.

## Fiche technique
- Titre : Off the Edge
- Réalisation : Michael Firth
- Scénario : Molly Gregory
- Musique : Richard Clements
- Photographie : Michael Firth
- Montage : Michael Economou
- Production : Michael Firth
- Société de production : Air New Zealand, Everard Films et Pentacle Films
- Pays :  Nouvelle-Zélande
- Genre : Documentaire
- Durée : 77 minutes
- Dates de sortie : 
  -  Nouvelle-Zélande : 1976
  -  États-Unis : mars 1977

## Distribution
- Jeff Campbell
- Blair Trenholme

## Distinctions
Le film a été nommé à l'Oscar du meilleur film documentaire.